# Reichsorganisationsleiter der NSDAP
|  | Dieser Artikel oder Abschnitt wurde wegen inhaltlicher Mängel auf der Qualitätssicherungsseite der Redaktion Geschichte eingetragen (dort auch Hinweise zur Abarbeitung dieses Wartungsbausteins). Dies geschieht, um die Qualität der Artikel im Themengebiet Geschichte auf ein akzeptables Niveau zu bringen. Dabei werden Artikel gelöscht, die nicht signifikant verbessert werden können. Bitte hilf mit, die Mängel dieses Artikels zu beseitigen, und beteilige dich bitte an der Diskussion! |

Der Reichsorganisationsleiter der NSDAP (ROL), zwischenzeitlich auch Stabsleiter der Politischen Organisation der NSDAP  genannt, war ein Reichsleiter der NSDAP mit Machtbefugnissen über an die Partei angeschlossene Verbände oder Organisationen.

## Geschichte

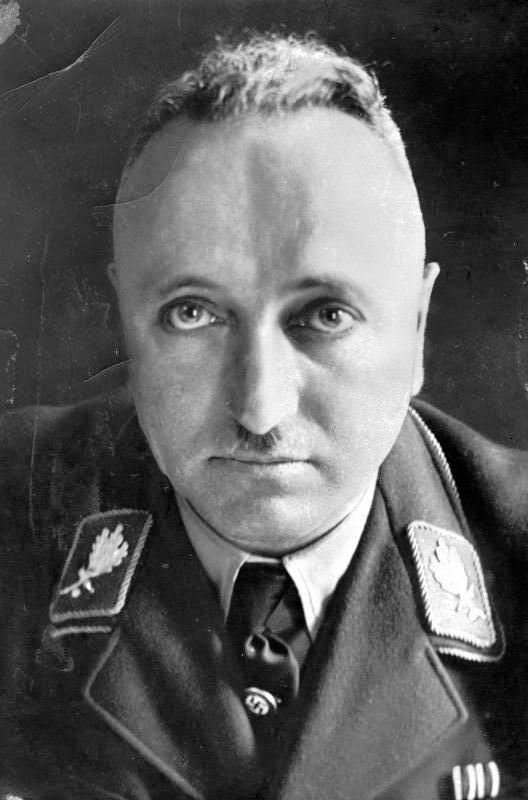
Robert Ley im Jahr 1933

Dieses Amt wurde mit der Ernennung von Gregor Strasser zum Reichsorganisationsleiter am 2. Januar 1928 geschaffen.  Nachdem Strasser am 8. Dezember 1932 im Streit mit Adolf Hitler von allen politischen Ämtern zurücktrat und durch Robert Ley ersetzt wurde, wurde das Amt in die Bezeichnung Stabsleiter der Politischen Organisation der NSDAP umbenannt.
Im November 1934 legte Adolf Hitler die Aufgaben des Stabsleiters der Politischen Organisation der NSDAP auf „Aufbau, Ausbau und Überwachung der inneren Organisation, Schulung und Personal-Statistik der Parteiorganisation“ fest und benannte das Amt wieder in Reichsorganisationsleiter um.

## Aufgaben
Der Reichsorganisationsleiter der NSDAP war für die Organisation der der NSDAP unterstehenden Vorfeldorganisationen zuständig. Dazu gehörten:
- Deutscher Gemeindetag
- Reichsbund der deutschen Beamten
- NS-Lehrerbund
- NS-Kriegsopferversorgung
- NSD-Ärztebund
- NS-Bund Deutscher Technik
- NS-Volkswohlfahrt
- Deutsche Arbeitsfront
- Deutsches Frauenwerk

## Amtsinhaber
- Gregor Strasser 2. Januar 1928 – 8. Dezember 1932
- Robert Ley 8. Dezember 1932 – 8. Mai 1945